# Cap de partit
Un cap de partit és una població on té la seu el jutjat de primera instància i instrucció que exerceix la jurisdicció sobre el partit judicial al qual pertany la població. La capital del partit judicial.